# NGC 915
NGC 915 je galaksija u zviježđu Ovan.

## Vanjske poveznice
- SEDS: NGC 915